# Синхронне плавання на Чемпіонаті світу з водних видів спорту 2003
Змагання з синхронного плавання на Чемпіонаті світу з водних видів спорту 2003 відбулися в Барселоні (Іспанія).

## Медальний залік
| Дисципліна | Золото                                                   | Срібло                                      | Бронза                                          |
| ---------- | -------------------------------------------------------- | ------------------------------------------- | ----------------------------------------------- |
| Соло       | Віржині Дідьє (FRA) 99.251                               | Анастасія Єрмакова (RUS) 97.417             | Хемма Менгуаль (ESP) 97.334                     |
| Дует       | Анастасія Давидова (RUS) Анастасія Єрмакова (RUS) 99.084 | Мія Татібана (JPN) Міхо Такеда (JPN) 98.084 | Хемма Менгуаль (ESP) Паола Тірадос (ESP) 96.667 |
| Група      | Росія (RUS) 98.750                                       | Японія (JPN) 98.334                         | США (USA) 96.834                                |
| Комбінація | Японія (JPN) 98.500                                      | США (USA) Іспанія (ESP) 97.333              |                                                 |